# Phénomènes morbides
 (février 2014).
Si vous disposez d'ouvrages ou d'articles de référence ou si vous connaissez des sites web de qualité traitant du thème abordé ici, merci de compléter l'article en donnant les références utiles à sa vérifiabilité et en les liant à la section « Notes et références ».
Les phénomènes morbides (ou "phénomènes pathologiques") sont les phénomènes observables survenant au cours de la maladie.
Ils peuvent avoir une expression clinique (signe clinique et symptôme clinique, étudiés par la sémiologie clinique), une expression morphologique (anomalie morphologique, étudiées par l'anatomo-pathologie, l'histopathologie et la cytopathologie) et une expression biologique (anomalie biologique étudiée par la biologie clinique). 